# Felicio (Toreut)
Felicio war ein antiker römischer Toreut (Metallbearbeiter). Er war zu einer nicht genau zu bestimmenden Zeit während der Römischen Kaiserzeit wohl in Kampanien tätig.
Felicio ist einzig von einem Signaturstempel auf einem Bronzesieb mit Löchern in Form von Mäanderbändern bekannt. Das Sieb wurde 1904 bei Ausgrabungen in einer Villa, der Villa rustica nel fondo di Raffaele Brancaccio in Contrada Civita Giuliana zwischen Boscoreale und Pompeji, gefunden. Die Signatur lautet:

## Einzelbelege
1. ↑  Pomepeii in Pictures: Pompeii (formerly Boscoreale). Villa rustica nel fondo di Raffaele Brancaccio. Abgerufen am 20. September 2021.

| Personendaten    | Personendaten                              |
| ---------------- | ------------------------------------------ |
| NAME             | Felicio                                    |
| KURZBESCHREIBUNG | antiker römischer Toreut                   |
| GEBURTSDATUM     | zwischen 1. Jahrhundert und 3. Jahrhundert |
| STERBEDATUM      | zwischen 1. Jahrhundert und 3. Jahrhundert |